# Pholadidae
Pholadidae Lamarck, 1809 è una famiglia di molluschi bivalvi marini simili ad una vongola.